# Имущественное страхование
Имущественное страхование - одна из двух отраслей страхования, представляющая собой совокупность видов страхования, направленных на защиту определенных законом имущественных интересов, присущих в равной степени  юридическим и физическим лицам. Того же нельзя сказать о второй отрасли страхования - личном страховании, которое объединяет все остальные виды страхования и в котором всегда присутствует застрахованное лицо - обязательно физическое. 

## Имущественное страхование в Российской Федерации

### История имущественного страхования в СССР
В СССР имущественное страхование началось с декрета Совнаркома РСФСР от 6 октября 1921 года «О государственном имущественном страховании». С него же началось и страхование имущества частных лиц. До 1931 года проводилось страхование государственной промышленности. В период с 1938 по 1956 год проводилось обязательное страхование государственного жилого фонда. В 1980-х годах имущественное страхование осуществлялось через систему «Госстраха» и «Ингосстраха». Через «Госстрах» производилось внутреннее страхование, а «Ингосстрах» занимался операциями, которые обуславливались внешними экономическими связями. На 1982 год на имущественное страхование приходилось 39 % от суммы всех платежей по государственному страхованию.  Страховая сумма по имущественному страхованию составила 477,6 миллиардов рублей.

### Нормативная база
Закон «Об организации страхового дела» относит к имущественному страхованию страхование имущества, страхование гражданской ответственности и страхование предпринимательских рисков. 

2. Объектами имущественного страхования могут быть имущественные интересы, связанные, в частности, с:
1) владением, пользованием и распоряжением имуществом (страхование имущества);
2) обязанностью возместить причиненный другим лицам вред (страхование гражданской ответственности);

3) осуществлением предпринимательской деятельности (страхование предпринимательских рисков).— п. 2 ст. 4 Закона РФ от 27 ноября 1992 года № 4015-1 «Об организации страхового дела в Российской Федерации»

Аналогично определяется имущественное страхование через перечень страхуемых имущественных интересов в Гражданском кодексе.

Статья 929. Договор имущественного страхования
…
2. По договору имущественного страхования могут быть, в частности, застрахованы следующие имущественные интересы:
1) риск утраты (гибели), недостачи или повреждения определенного имущества (статья 930); 
2) риск ответственности по обязательствам, возникающим вследствие причинения вреда жизни, здоровью или имуществу других лиц, а в случаях, предусмотренных законом, также ответственности по договорам - риск гражданской ответственности (статьи 931 и 932); 

3) риск убытков от предпринимательской деятельности из-за нарушения своих обязательств контрагентами предпринимателя или изменения условий этой деятельности по не зависящим от предпринимателя обстоятельствам, в том числе риск неполучения ожидаемых доходов - предпринимательский риск (статья 933).— Гражданский кодекс РФ, Гл.48, ст. 929
Современная классификация Минфина РФ и ФСФР относит к имущественному страхованию также страхование финансовых рисков . Полный список точных названий видов страхования, относимых Минфином РФ и ФСФР к имущественному страхованию по состоянию на конец 3 квартала 2011 года включает:
- страхование имущества, включая:
  - страхование наземного транспорта, кроме средств железнодорожного транспорта;
  - страхование железнодорожного транспорта;
  - страхование воздушного транспорта;
  - страхование водного транспорта;
  - страхование грузов;
  - сельскохозяйственное страхование;
  - страхование прочего имущества юридических лиц;
  - страхование прочего имущества граждан;
- страхование гражданской ответственности, включая:
  - страхование гражданской ответственности владельцев автотранспортных средств;
  - страхование гражданской ответственности владельцев железнодорожного транспорта;
  - страхование гражданской ответственности владельцев воздушного транспорта;
  - страхование гражданской ответственности владельцев водного транспорта;
  - гражданской ответственности организаций, эксплуатирующих опасные объекты;
  - страхование гражданской ответственности владельцев за причинение вреда вследствие недостатков товаров, работ, услуг;
  - страхование гражданской ответственности владельцев за причинение вреда третьим лицам;
  - гражданской ответственности за неисполнение или ненадлежащее исполнение обязательств по договору;
- страхование предпринимательских рисков;
- страхование финансовых рисков[4].

### Показатели развития
За 2012 год в России по имущественному страхованию было собрано 422,9 млрд руб, выплачено – 188,4 млрд руб .